# Tricolia fordiana
Tricolia fordiana is een slakkensoort uit de familie van de Phasianellidae. De wetenschappelijke naam van de soort is voor het eerst geldig gepubliceerd in 1888 door Pilsbry.